# Ella, elle l’a
Ella, elle l’a (französisch für „Ella, (sie) hat es“) ist ein Lied der französischen Sängerin France Gall von 1987.

## Entstehung und Veröffentlichung
Das Lied wurde von Michel Berger getextet und komponiert, dem damaligen Ehemann von France Gall.
Die Erstveröffentlichung von Ella, elle l’a erfolgte als Teil des Studioalbums Babacar am 3. April 1987 bei Disques Apache (Katalognummer: 	242096-1). Im gleichen Jahr wurde es als Single aus dem Album ausgekoppelt. Diese erschien als 7″-Single (Katalognummer: 248 287-7) sowie 12″-Single (Katalognummer: 248 287-0) mit der B-Seite Dancing Brave. Im Folgejahr erschien eine CD-Maxi-Single, die um den dritten Titel Papillon de nuit erweitert wurde (Katalognummer: 247 894-2).

## Inhalt
Ella, elle l’a ist eine Hommage an die US-amerikanische Jazz-Sängerin Ella Fitzgerald. Der französische Text gibt dem Hörer keinerlei konkreten Aufschluss über Ella Fitzgerald, sondern belässt es bei vagen Andeutungen. Die Titelzeile des Textes enthält ein Wortspiel, denn „elle l’a“ wird ebenfalls wie „Ella“ ausgesprochen. Dadurch entsteht im Titel der Eindruck der zweimaligen Wiederholung des Namens, und „sie hat es“ wird zum Synonym für Ella Fitzgerald. Nicht einmal der Nachname wird im Liedtext erwähnt, der Hinweis auf die Geschichte des schwarzen Volkes („l’histoire du peuple noir“) ist der konkreteste. Der Popsong im mittleren Tempo lobt die Ausstrahlung der Jazzsängerin, gelangt ansonsten jedoch über Aufzählungen von Fitzgeralds Attributen nicht hinaus. So heißt es: Ella, sie hat’s, dieses gewisse Etwas, das die anderen nicht haben, das uns in einen komischen Zustand versetzt… Sie hat dieses winzige Mehr an Seele, diesen unbeschreibbaren Charme, dieses kleine Feuer („Ella, elle l’a / ce je-n’sais-quoi / que d’autres n’ont pas / qui nous met dans un drôle d’état… Elle a ce tout petit supplément d'âme, cet indéfinissable charme, cette petite flamme“).

## Preise
Ella, elle l’a wurde 1988 mit dem Goldenen Löwen von Radio Luxemburg ausgezeichnet.

## Kommerzieller Erfolg

### Chartplatzierungen
Ella, elle l’a avancierte zum Nummer-eins-Hit in Deutschland (4 Wochen) und Österreich (0,5 Monate). Darüber hinaus erreichte es Top-10-Platzierungen in Frankreich (Rang 2), Schweden (Rang 4) und der Schweiz (Rang 5).
| ChartsChartplatzierungen | Höchstplatzierung | Wochen/ Monate |
| ------------------------ | ----------------- | -------------- |
| Deutschland (GfK)        | 1 (20 Wo.)        | 20 Wo.         |
| Frankreich (SNEP)        | 2 (23 Wo.)        | 23 Wo.         |
| Österreich (Ö3)          | 1 (4 Mt.)         | 4 Mt.          |
| Schweiz (IFPI)           | 5 (16 Wo.)        | 16 Wo.         |

| ChartsJahrescharts (1988) | Platzierung |
| ------------------------- | ----------- |
| Deutschland (GfK)         | 5           |
| Österreich (Ö3)           | 19          |
| Schweiz (IFPI)            | 17          |

### Auszeichnungen für Musikverkäufe
Die Single erhielt in Deutschland eine Goldene Schallplatte für über 250.000 verkaufte Einheiten sowie eine Silberne Schallplatte für über 125.000 verkaufte Einheiten in Frankreich.
| Land/Region        | Auszeichnungen für Musikverkäufe (Land/Region, Auszeichnung, Verkäufe) | Verkäufe |
| ------------------ | ---------------------------------------------------------------------- | -------- |
| Deutschland (BVMI) | Gold                                                                   | 250.000  |
| Frankreich (SNEP)  | Silber                                                                 | 125.000  |
| Insgesamt          | 1× Silber · 1× Gold ·                                                  | 375.000  |

## Kate Ryan-Version

### Chartplatzierungen
Die kommerziell erfolgreichste Coverversion stammt von der Belgierin Kate Ryan (Mai 2008), die hierfür in Schweden Gold, in Spanien achtfach Platin erhielt. Diese Fassung kam bis auf Platz zwei in den Niederlanden und in Schweden, in Deutschland konnte sich diese Coverversion auf Rang zehn positionieren. Der Song erschien auf dem Album Free.
| ChartsChartplatzierungen | Höchstplatzierung | Wochen |
| ------------------------ | ----------------- | ------ |
| Deutschland (GfK)        | 10 (11 Wo.)       | 11     |
| Flandern (Ultratop)      | 7 (17 Wo.)        | 17     |
| Österreich (Ö3)          | 23 (14 Wo.)       | 14     |
| Schweiz (IFPI)           | 50 (4 Wo.)        | 4      |
| Wallonie (Ultratop)      | 34 (1 Wo.)        | 1      |

| ChartsJahrescharts (2008) | Platzierung |
| ------------------------- | ----------- |
| Flandern (Ultratop)       | 38          |

### Auszeichnungen für Musikverkäufe
| Land/Region          | Auszeichnungen für Musikverkäufe (Land/Region, Auszeichnung, Verkäufe) | Verkäufe |
| -------------------- | ---------------------------------------------------------------------- | -------- |
| Schweden (IFPI)      | Platin                                                                 | 20.000   |
| Spanien (Promusicae) | 5× Platin                                                              | 100.000  |
| Insgesamt            | 6× Platin ·                                                            | 120.000  |

## Weitere Coverversionen
Weitere Fassungen gibt es von Alizée (2003), Hélène Ségara (März 2011) und Jenifer Bartoli (Juni 2013).